# Ханский дворец (Гянджа)
Ханский дворец (азерб. Xan sarayı) — расположенный некогда в центральной части города Гянджа, к западу от Джума-мечети дворец гянджинского хана. В советское время на месте дворца был расположен кинотеатр «Баку», а в настоящее время Гянджинская государственная филармония им. Ф. Амирова. Поблизости же расположена могила последнего правителя Гянджи Джавад-хана с воздвигнутым над ней мавзолеем.
Согласно письменным источникам на месте кинотеатра «Баку» в Гяндже был расположен дворец Джавад-хана. Здесь были расположены входы в подземные дороги Гянджи. Из этих дорог можно было попасть в расположенные неподалёку баню Чокак-хамам и Джума-мечеть (мечеть Шаха-Аббаса).
В декабре 1803 года, накануне штурма Гянджи русскими войсками каменная цитадель с ханским дворцом занимали площадь в 50 квадратных саженей.
Фотография развалин ханского дворца была приведена в книге А. Саламзаде, Э. Авалова и Р. Салаева «Проблемы сохранения и реконструкции исторических городов Азербайджана» (Баку, 1979).